# Metaphycus discolor
Metaphycus discolor är en stekelart som först beskrevs av De Santis 1970.  Metaphycus discolor ingår i släktet Metaphycus och familjen sköldlussteklar. Inga underarter finns listade i Catalogue of Life.